# Luciana Curtis
Luciana Curtis (San Paolo, 1976) è una supermodella brasiliana.

## Biografia
Figlia di uno statunitense e di una brasiliana, è nipote del giudice Alvamar Furtado de Mendonça. È nata e cresciuta a San Paolo insieme alla sorella.
Nel 1993 si è aggiudicata il titolo di Supermodel of the World. Ha quindi iniziato la sua carriera da fotomodella negli editoriali per la rivista Capricho e in seguito è apparsa sulle copertine di Cosmopolitan, Glamour, Marie Claire, Nova, French Elle, The Sunday Time,  Harper's Bazaar e diverse riviste italiane.
Nel 2001 ha intascato un milione di dollari per essere apparsa nelle campagne Revlon insieme ad altre tre modelle, colmando il vuoto lasciato da Cindy Crawford. Poco dopo è stata testimonial insieme a Beyoncé per la campagna pubblicitaria mondiale della cipria e del fondotinta "True Match" di L'Oréal. Ha sfilato per Victoria's Secret.
Luciana Curtis è stata la modella che ha lavorato più a lungo per l'agenzia Ford Models. Nel 2012 ha firmato un contratto come nuovo volto globale di Avon.
Nel novembre 2024, mentre usciva da un ristorante di San Paolo insieme al marito e alla loro figlia di undici anni, è stata avvicinata da alcuni uomini armati, che hanno quindi sequestrato i tre, per poi rinchiuderli in una capanna. Dopo 12 ore Luciana Curtis e i suoi cari sono stati rilasciati. La banda si è presa l'automobile della supermodella.  